# Kišertskij rajon
Il Kišertskij rajon (in russo Кишертский район?) è un municipal'nyj rajon (муниципальный округ) del Territorio di Perm', in Russia; il centro amministrativo è il villaggio di Ust'-Kišert'.
Il distretto è attraversato dal fiume Sylva.